# 24236 Danielberger
24236 Danielberger è un asteroide della fascia principale. Scoperto nel 1999, presenta un'orbita caratterizzata da un semiasse maggiore pari a 2,7351926 UA e da un'eccentricità di 0,0668906, inclinata di 4,15146° rispetto all'eclittica.